# Paruréza
Paruréza je druh sociální fobie, která spočívá v nemožnosti vymočit se v přítomnosti druhých osob. Symptomy parurézy nelze jednoznačně zobecnit, proto i léčba je u jednotlivých pacientů jiná. Podle nedávných studií jí může trpět až 7 % obyvatelstva.